# Рада Міністрів Української Держави
Ра́да Міні́стрів Украї́нської Держа́ви — уряд Української Держави, сформований гетьманом П. П. Скоропадським. Компетенція Ради Міністрів визначалась Законами про тимчасовий державний устрій України від 29 квітня 1918 року. Першим Головою Ради Міністрів 10 травня 1918 року був призначений Ф. А. Лизогуб.
За час свого існування Рада Міністрів зазнала кілька реорганізацій. Перша реорганізація відбулась 24 жовтня 1918 року (портфелі міністрів зберегли Голова Ф. А. Лизогуб та ще 6 міністрів). 14 листопада був сформований новий кабінет під головуванням С. М. Гербеля.
14 грудня 1918 року, після приходу до влади Директорії, Рада Міністрів Української Держави склала свої повноваження.

## Перший кабінет міністрів
Перший кабінет міністрів був сформований у травні 1918 року і його формування спочатку було покладено на лідера Української народної громади М. Сахно-Устиновича, але його пропозиції представники українських політичних сил поміркованого спрямування не підтримали. Після цього, формування кабінету було доручене вченому і громадському діячеві М. Василенку, який згодом став міністром народної освіти.
У травні 1918 року був затверджений такий склад Ради Міністрів:
- Ф. Лизогуб — голова уряду, міністр внутрішніх справ та тимчасово в. о. міністра пошт і телеграфів;
- А. Ржепецький — міністр фінансів;
- С. Гутник — міністр торгівлі і промисловості;
- Ю. Соколовський — міністр продовольчих справ;
- Ю. Вагнер — міністр праці,
- М. Василенко — міністр народної освіти і тимчасово в. о. міністра закордонних справ (згодом його на цій посаді замінив Д. Дорошенко);
- В. Любинський — міністр народного здоров'я;
- Б. Бутенко — міністр шляхів;
- М. Чубинський — міністр судових справ;
- Г. Афанасьєв — державний контролер;
- О. Сливинський — в. о. міністра військових справ і флоту і начальник генерального штабу (згодом міністром військових справ став О. Рогоза);
- В. Колокольцев — міністр земельних справ;
- М. Зеньківський — міністр віросповідань.

Посаду державного секретаря спочатку обіймав М. Гижицький, але його через два тижні на ній змінив І. Кістяківський.
З 18 травня 1918 року почала діяти Мала Рада Міністрів, що складалася з товаришів міністрів. Самі міністри могли брати участь у засіданнях Малої Ради і мали при цьому вирішальний голос. Голова Малої та його заступник призначалися Радою Міністрів з числа міністрів або товаришів міністрів.

## Другий кабінет міністрів
24 жовтня 1918 року до Ради міністрів під головуванням Федора Лизогуба увійшло п'ятеро делегованих Українським національним союзом урядовців:
- А. В'язлов — міністерство юстиції,
- О. Лотоцький — міністерство віровизнань,
- М. Славинський — міністерство праці,
- П. Стебницький — міністерство освіти,
- В. Леонтович — міністерство земельних справ.

Міністерські посади також отримали В. Рейнбот (тимчасово в. о. міністра внутрішніх справ), С. Мерінг (торгівлі і промисловості), С. Петров (державний контролер). Посаду державного секретаря обійняв С. Завадський.

## Третій кабінет міністрів
14 листопада 1918 року С. Гербеля було призначено, як виявилося, останнім отаманом Ради Міністрів Української держави. Його уряд працював над подальшими виборами до Українського Сойму, покрашенням умов праці для робітників, проведенням земельної реформи та встановленням відносин з Антантою на засадах подальшого встановлення федеративних зв'язків країни з небільшовицькою Росією, що було обумовлено необхідністю залучення підтримки Антанти для України через поразку союзної Німеччини та повторну навалу більшовиків зі Сходу. Проте через успіх Антигетьманського повстання, 14 грудня 1918 року він зрікся влади та передав свої повноваження Директорії.
В останньому складі Ради міністрів не було жодного противника федерації з Росією і він одразу позиціонувався як тимчасовий, головним завданням якого було встановлення контактів з країнами Антанти та перемовини з російським консервативним рухом.
- Г. Афанасьєв — міністр закордонних справ;
- Б. Шуцький — міністр військових справ;
- А. Покровський — віце-адмірал, міністр морських справ;
- І. Кістяківський — міністр внутрішніх справ;
- В. Науменко — міністр народної освіти;
- М. Воронович — міністр віросповідань;
- А. Ржепецький — міністр фінансів;
- Е. Ландсберг — міністр шляхів;
- С. Мерінг — міністр торгівлі і промисловості;
- В. Рейнбот — міністр юстиції;
- В. Любинський — міністр народного здоров'я;
- В. Косинський — міністр праці;
- Г. Глинка — міністр продовольчих справ;
- С. Петров — державний контролер.

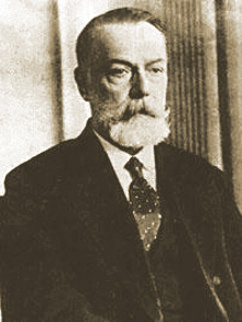
Ф. А. Лизогуб, перший Голова Ради Міністрів Української Держави
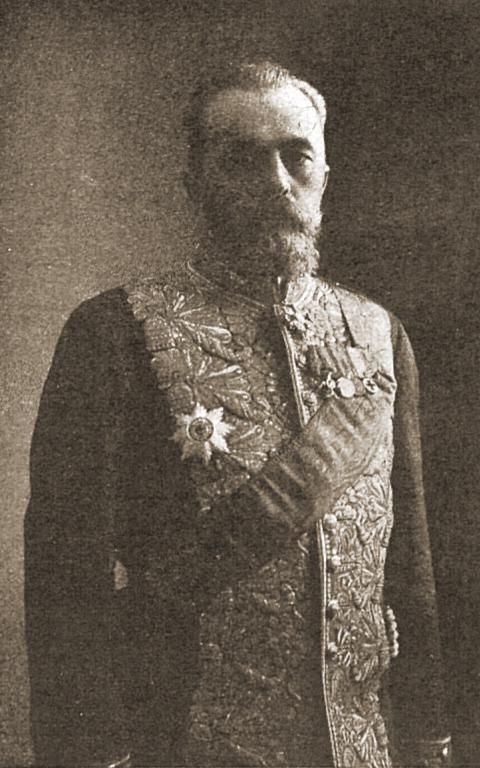
С. М. Гербель, другий Голова Ради Міністрів Української Держави